# Miamira sinuata
Miamira sinuata is een slakkensoort uit de familie van de Chromodorididae. De wetenschappelijke naam van de soort is voor het eerst geldig gepubliceerd in 1824 door van Hasselt.